# Schizymenium mildbraedii
Schizymenium mildbraedii là một loài Rêu trong họ Bryaceae. Loài này được (Broth.) A.J. Shaw miêu tả khoa học đầu tiên năm 1985.